# Vajrayana
Het vajrayana (Sanskriet voor 'diamanten voertuig'), ook wel tantrisch boeddhisme genoemd, is een stroming in het boeddhisme. Het doel van het vajrayana is het bereiken van het boeddhaschap om als zodanig andere voelende wezens naar de verlichting te kunnen leiden. Rituelen en initiaties nemen een belangrijke plaats in in het vajrayana, dat bekendstaat om haar mystieke en (enigszins) occulte elementen. Vanwege de occulte elementen wordt het ook wel esoterisch boeddhisme genoemd. Het is ontstaan in India en wordt vooral gepraktiseerd in het Tibetaans boeddhisme in Tibet, Nepal, Bhutan en Mongolië. Ook het Japanse Shingon boeddhisme is een vajrayanaschool. Tegenwoordig is het vajrayana ook in het Westen populair, als onderdeel van het Tibetaans boeddhisme. In Bhutan is vajrayana de staatsreligie van het land.

## Ontstaan en geschiedenis
Het Vajrayana ontstond waarschijnlijk rond de 4e eeuw in India, hoewel volgens de Vajrayana traditie zelf, de historische Boeddha Shakyamoeni onderricht in het Vajrayana heeft gegeven (zoals de Kalachakra). Het Vajrayana is gebaseerd op het Mahayana-boeddhisme, maar zij werd waarschijnlijk ook beïnvloed door elementen uit de toenmalige tantrische en hindoeïstische leer. Het Vajrayana heeft zijn eigen teksten, de zogenaamde Tantras, maar de filosofie is wel geheel gebaseerd op de Mahayana leer.

Vanuit India werd het Vajrayana verspreid naar China en Tibet. In de 12e eeuw verdween het Vajrayana, samen met de overige toentertijdse boeddhistische stromingen uit India als gevolg van de mosliminvasies en een gedeeltelijke integratie van het boeddhisme in het hindoeïsme.

### Tibet
Het Vajrayana is vooral bekend van het Tibetaans boeddhisme, waar het een belangrijke praktische beoefening beschrijft naast de leer van het Mahayana. De boeddhistische tradities van Nepal, Bhutan en Mongolië hebben nauwe banden met het Tibetaans boeddhisme en kunnen als lokale variaties van het Tibetaans boeddhisme beschouwd worden.

### Verre Oosten
Ook in China werd het Vajrayana geïntroduceerd, maar daar stierf het later ook weer uit. Voordat het uit China verdween werd het echter ook in Japan geïntroduceerd, waar het nu nog steeds bestaat in de vorm van het Shingon boeddhisme.

## Leer
Het Vajrayana werkt vanaf het niveau van oorzaak en gevolg en geïnspireerd inzicht en heeft als doel om elke ervaring om te zetten in onbevreesde wijsheid, spontane vreugde en daadkrachtige liefde. Het Vajrayana past methoden toe voor totale identificatie met verlichting voor het snelste resultaat.
Door haar volgelingen wordt het Vajrayana vaak beschreven als het 'kroonjuweel' van Boeddha's onderricht. Zij denken dat het Vajrayana het hoogste pad is van de drie door het Vajrayana erkende paden. De twee andere paden zijn het Hinayana en het Mahayana.
De relatie leraar-leerling is in het Vajrayana essentieel voor het bewerkstelligen van een levende, werkelijke overdracht van de leer en het zegel. Volgens het Vajrayana wilde Boeddha collega's en geen volgelingen, waarvoor het kritisch bewustzijn nodig en bruikbaar is. Het Vajrayana is dan ook niet een geloofsreligie maar een ervaringsreligie, omdat het niet om geloven maar om ervaren gaat. Iedere uitleg is uiteindelijk door middel van eigen ervaringen te controleren.

### Voorschriften leerling
Een stevige basis in de essentiële aspecten van het Pad naar Verlichting, zoals uiteengezet in het 'stelsel der sutra's ' is volgens Tenzin Gyatso in zijn De Wereld van het Tibetaanse Boeddhisme (1995) vereist vóór de praktijk van tantra kan worden toegepast. De 'oorzaken van het lijden' dienen in hun geheel te worden uitgeschakeld. Daarnaast moet men de 'zijnsleer' uit de 'tweede wenteling van het wiel' (de tweede lezing van de Boeddha) ten volle begrepen hebben, in de bodhicitta (boeddhanatuur of boeddah-staat) gevorderd zijn, 'beschikken over een onbaatzuchtig, op liefde en medevoelen gestoeld streven naar verlichting ten behoeve van alle levende wezens en aan de 'praktijk van de zes vervolmakingen werken'.

### Hoogste Yogatantra
De geheimen van tantra kunnen het beste met de leerstellingen en de praktijk van de Hoogste Yogatantra ontsluierd worden, want daarin worden concepten uit de 'derde wenteling van het wiel' ten volle uitgelegd. Een dergelijk concept is de essentie van de boeddhanatuur: de fundamenteel aangeboren geest van het heldere licht. Alle levende wezens worden gezien als manifestaties of spelvormen van de fundamenteel aangeboren geest van het heldere licht. In de Hoogste Yogatantra worden verschillende technieken en middelen aangereikt om ook de subtielere niveaus van je geest aan het werk te zetten. Door middel van de essentie van de boeddhanatuur, die ieder mens heeft, wordt het echte pad naar verlichting 'geboetseerd'. Met een speciale meditatietechniek wordt het mogelijk de 'oppervlakkige geestesniveaus' op te lossen en opzij te zetten, waardoor onze geest teruggebracht wordt tot zijn meest subtiele niveau. Er zijn drie technieken: het beoefenen van yoga van de wind (pranayoga); het bewerkstelligen van de vier soorten zegeningen; de cultivering van de staat van non-conceptualiteit. 
Er wordt over een Stadium van Ontwikkeling gesproken en een Stadium der Vervolmaking. Guhyasamaja Manjusrivajra schreef een tekst over het Stadium der Vervolmaking, waarop de Indische meester Buddhasrijnana de Manjusrimukhagama (De verdienstelijke Woorden van Manjusri) schreef. Daarin staat dat we in omstandigheden van een oppervlakkig niveau al een glimp opvangen van het heldere licht of een toestand van non-conceptualiteit, zoals de (droom)slaap, hevig niezen, flauwvallen en het seksueel hoogtepunt. Met name de seksuele climax (niet in zijn gangbare betekenis, maar als 'ervaring van totale éénmaking met een wezen van het andere geslacht, waardoor de vitale elementen, die zich in de kroon bevinden, gaan smelten') verschaft de gelegenheid om het heldere licht te ervaren. De emissie wordt bij 'deze geavanceerde praktijk van seksuele éénheid' vermeden. Om de boeddhanatuur 'aan het smelten te brengen', genereert de meditatie-leerling dezelfde gevoelens, 'die we normaal gezien meemaken in relatie met een seksueel bijzonder attractief persoon'. De kracht van dit soort verlangen kan 'de elementen in je lichaam doen smelten'. Een toestand van non-conceptualiteit is het gevolg en vervolgens wordt de aandacht op de geest der verlichting gericht. Deze zegenrijke toestand wordt omgezet in de realisatie van de ledigheid. Zo kan een waanidee (een bezoedelende emotie als verlangen) getransformeerd worden in de wijsheid van de ledigheid. Het is een krachtig instrument en antidotum om 'al je bezoedelende emotionele en cognitieve staten te lijf te gaan'. De kracht van de seksuele impulsen wordt zo buiten werking gesteld.
De Hoogste Yogatantra ( de tantra voor gevorderden) kent geen discriminatie op basis van geslacht.

### Godheids-yoga

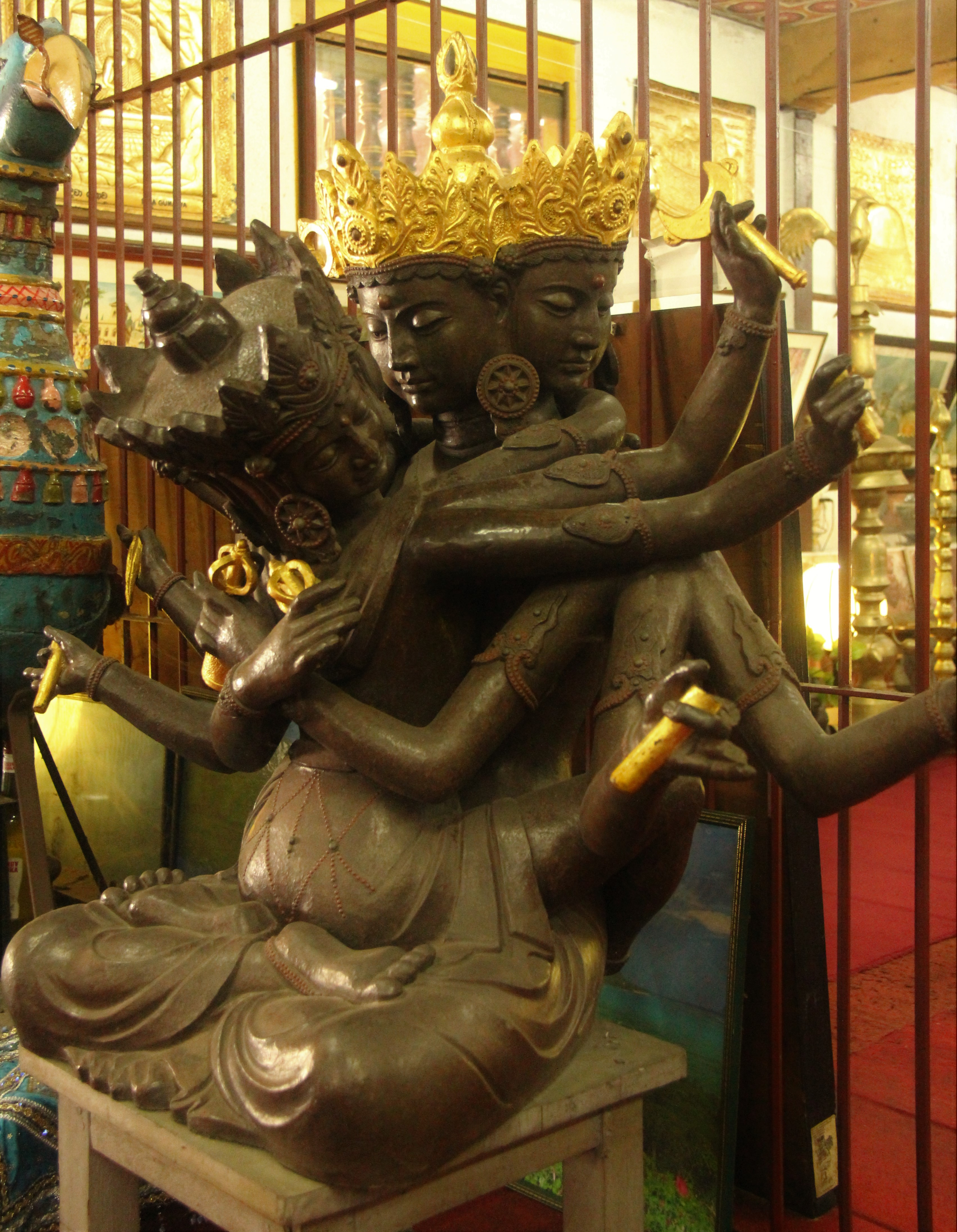
Heruka in Yab-Yum vorm, Gangaramaya Temple museum.

Een beoefenaar van tantra kent zichzelf in zijn verbeelding het goddelijk aspect toe van 'een godheid in vereniging met zijn geliefde' (yab-yum). Door de praktijk van tantra worden twee verlichte belichamingsvormen bereikt: het vormlichaam (rupakaya) en waarheidslichaam (dharmakaya), die zich vervolgens verenigen. Voor een rupakaya is een zuiver mentaal lichaam nodig. Tantra biedt een methode om het verlichte vormlichaam te bewerkstelligen. De Hoogste Yogatantyra biedt methoden en technieken om ook het waarheidslichaam te realiseren. Eerst worden middels godheids-yoga (zelfvisualisatie in de vorm van een godheid) de mentale vermogens aangescherpt. De tantra van de Diamanten Kooi (Vajrapanjaratantra) gaat over de realisatie van het waarheidslichaam (dharmakaya).  De vereniging van de twee verlichte lichaamsvormen (rupa- en dharmakaya) komt door de vereniging van methode (de praktijk van de zes verwezenlijkingen) en wijsheid (de wijsheid van het inzicht in ledigheid). Ledigheid heeft ermee te maken dat alle bestaansvormen afhankelijk en tijdelijk bestaan en niet 'inherent existeren'. Alles is gebaseerd op ledigheid, de enige realiteit. In de sutra-praktijk is vereniging van methode en wijsheid niet mogelijk en middels die praktijk kan de boeddha-staat dus niet gerealiseerd worden. In de boeddha-staat zijn vormlichaam en waarheidslichaam verenigd tot een volledige eenheid. Deze vereniging wordt door de tantristische praktijk van godheids-yoga gerealiseerd. Het gaat er om in één bewustzijns-ogenblik de goddelijke vorm van en godheid te vatten en tegelijk bewust te zijn van de ledige natuur ervan, bekend als de vajrasattvayoga van de ondeelbare eenheid van methode en wijsheid. Er wordt getracht 'de ledige natuur van een zuivere geest te realiseren'. Het inzicht in de ledigheid van een godheid, verwekt de alwetende geest van de boeddha-staat.  'In de godheids-yoga wordt de eenheid gerealiseerd tussen helderheid (de visualisering van de godheid) en diepgang (het inzicht in het Niet-Zijn)'.

### Vier klassen
Er zijn vier verschillende klassen in Tantra: de lagere klassen zijn 'voorbereidende stappen op weg naar de Hoogste Yogatantra '. In alle vier wordt gebruik gemaakt van de factor 'verlangen'.  Er zijn de Tantra van de Handeling; Tantra van de Volbrenging; Yogatantra; Hoogste Yogatantra.

### Negen yana's
Volgens de School van de Grote Verwezenlijking (Mahatiyoga, Mahayoga en Anuyoga, in het Tibetaans rdzogs chen) zijn de 'belevingsvormen van het Boeddhisme' te verdelen in negen opeenvolgende yana's (voertuigen), de Voertuigen van de Negen Rangen: Het Voertuig van hen die horen; Het Voertuig van de Eenzame Verwezenlijker; Het Voertuig van de Bodhisattva; dan volgen de Externe Voertuigen, Externe Tantra's of Tantra's van Gestrenge Bewustheid: Tantra van de Handeling, Tantra van de Volbrenging, Yogatantra; ten slotte volgen de Innerlijke Voertuigen of Voertuigen van de Overweldigende Middelen: Vadertantra; Moedertantra; Tantra der Non-Dualiteit.
De laatste drie, de Innerlijke voertuigen, zouden tot de Hoogste Tantra behoren. Een grote meester, als Takstang Lotsawa Sherab Rinchen, verdeelt de Hoogste tantra in drie categorieën op basis van drie initiaties (abhiseka, besprenkeling, wijding door besprenkeling) of 'bekrachtigingen'.

### Initiatie
De School van Rnying Ma (Nyingma, School van de Oude Vertaling), gerekend tot de traditie van Mahayoga, kent de potentiële initiatie, de heilzame initiatie en de alles overkoepelende (of gecondenseerde) vajra-initiatie.'
Voor een 'bekrachtigingsceremonie' is een mandala nodig, een 'hemelse woonplaats, of de zuivere residentie van een godheid'. De 'mandala van gekleurd zand' is de belangrijkste. Er worden ook rituele dansen bij uitgevoerd. De bekendste dans is
de Dans van de Masker-Ceremonie. De praktijk van tantra wordt ook De Geheime Dharma of Het Geheime Levenspad genoemd.

### Voorschriften vajra-meester
'Voor het geven van tantristisch onderricht en het leiden van tantristische ceremonies is de best mogelijke vajra-meester een volledig gewijde monnik, die zich ten strengste houdt aan alle voorschriften van de pratimoksa (volgens de Koningstantra van Kalacakra (Shrikalacakranamatantraraja).' Een leraar die alleen de tijdelijke geloften van het noviciaat heeft afgelegd is middelmatig, zonder monastieke geloften is de naam 'vajra-meester' 'nauwelijks waardig'. Er zijn dus drie soorten vajra-meesters. Hij moet 'de drie poorten van het lichaam, spraak en gedachten afsluiten voor welke negatieve handeling dan ook. Hij moet gedwee zijn, en zachtaardig. hij moet over een grondige kennis van de Drie Korven (de Tripitaka - de Boeddhistische canonieke geschriften) beschikken, en de inhoud daarvan met succes hebben beoefend. De drie hogere leerprogramma's van moraliteit, concentratie en wijsheid heeft hij doorlopen - en hij heeft zich de tien innerlijke en uiterlijke principes eigen gemaakt.' in de Gurupancasika (Vijftig Verzen over het Leraarschap) wordt een persoon beschreven, die niet geschikt is voor het tantra-leraarschap: zonder mededogen, haatdragend, vastgekluisterd, vol wrok en afgunst, weet niets van de drie hogere leerprogramma's, pocht over het weinige dat hij denkt te weten. 

### Meervoudige betekenis
Er zijn heel wat beoefenaars van de lagere tantra-klassen in Japan. Daar is de praktijk van Vajradhatu- en Vairocanabhisambodhi-meditatie erg populair. De Hoogste Yogatantra, 'de meest diepzinnige tantra ', 'schijnt alleen binnen de Tibetaanse traditie te bestaan'. Ieder woord kan op veel verschillende manieren worden uitgelegd. In tantra kan een enkel woord op vier manieren worden uitgelegd, de vier manieren van begrijpen: de letterlijke betekenis; de algemene betekenis; de verborgen betekenis; de ultieme betekenis. Ultiem verwijst 'naar het heldere licht en de diepgaande eenwording'. 
Het tantra-handboek is Jnanavajrasamuccayanamatantra (Compendium van Diamanten Wijsheid).

### Candrakirti
Candrakirti vatte de gehele betekenis van tantra bondig samen in zijn Pradipoddyotananamaika (Heldere Lamp), een commentaar op de Guhyasamajatantra: 'om het godheids-lichaam tot stand te brengen begin je de tantristische praktijk met het Stadium van Ontwikkeling; dan ga je over tot meditatie op de natuur van de geest; als derde stap bereik je stabiel inzicht in de conventionele waarheid; ten vierde moet deze conventionele waarheid worden gezuiverd. De vijfde en laatste stap (..) is het verbinden van de twee waarheden, de éénmaking. Dit zijn alle onderdelen van tantra in een notendop - de essentie van alles waar de Hoogste Yogatantra over gaat samengebald.'

### Dood, tussen-staat en wedergeboorte
'De praktijk van de Hoogste Yogatantra is in hoofdzaak bedoeld voor leerlingen die beschikken over een fysisch lichaam met de zes vitale componenten. De procedure van het pad is dan ook helemaal gemodelleerd op het natuurlijke proces van dood en wedergeboorte en wat daartussen ligt' (Bardo, de tussenstaat). Dood is niets anders dan een toestand waarin alle oppervlakkige niveaus van geest en energie tot hun meest subtiele peil worden teruggebracht. Het is de fase, waarin de mens het heldere licht van de dood ervaart. Vanuit deze toestand van helder licht ontstaat een subtiele lichaamsvorm ([het genietingslichaam] na het sterven, of:  de tussen-staat), die na verloop van tijd opnieuw een lichaamsvorm [ geëmaneerd lichaam] aanneemt van een oppervlakkiger niveau. Zodra deze nieuwe lichaamsvorm zichtbaar is voor anderen, spreken we van wedergeboorte, een nieuw leven.'
Het overlijdensproces begint met het oplossen van de 'lichaamselementen'. Het hele proces kent acht  stadia: het oplossen van het element aarde; het element water; het element vuur; het element wind; dan volgen vier ervarings-stadia: de witte verschijningsvorm; de rode aanwas; de zwarte aankomst-nabij; het heldere licht van de dood. In het Stadium van Vervolmaking ervaart de beoefenaar, in meditatieve toestand, dus met voortdurend helder bewustzijn, dit proces van oplossing en ook het meest subtiele heldere licht.

## Filmografie
Documentaires over Vajrayana zijn onder meer:
- On Life & Enlightenment uit 2006, een documentaire met onder andere dalai lama Tenzin Gyatso en Richard Gere
- Vajra Sky Over Tibet, eveneens uit 2006